# Gilles Dubois
Pour les articles homonymes, voir Gilles Dubois (céramiste) et Dubois.
Gilles Dubois né le 7 juin 1966 à Fleurier, est un joueur professionnel suisse de hockey sur glace.

## Profil
Droitier, il joue au poste d'attaquant.

## Carrière en club
- 1985-1995 HC Bienne (LNA)
- 1995-1998 HC La Chaux-de-Fonds (LNB)
- 1998-2001 HC Bienne (LNB)